# Lukas Podolski
Lukas Josef Podolski (* 4. Juni 1985 in Gliwice, Polen als Łukasz Józef Podolski) ist ein deutscher Fußballspieler. Der Offensivspieler steht beim polnischen Erstligisten Górnik Zabrze unter Vertrag.
Seine Profilaufbahn begann Podolski 2003 bei seinem Jugendverein 1. FC Köln, für den er als Nationalspieler eine Saison lang auch in der 2. Bundesliga spielte. Nach dem erneuten Abstieg der Kölner wechselte er 2006 zum FC Bayern München und wurde dort 2008 deutscher Meister sowie DFB-Pokalsieger. Im Jahr 2009 wechselte er zurück zum 1. FC Köln, war zeitweise Mannschaftskapitän und wurde endgültig zur „Vereinsikone“. Nach dem Abstieg der Kölner aus der Bundesliga schloss er sich 2012 dem FC Arsenal in der englischen Premier League an und gewann dort 2014 den FA Cup sowie den englischen Supercup. Zwischenzeitlich wechselte er für ein halbes Jahr zu Inter Mailand in die italienische Serie A. Von 2015 bis 2017 stand Podolski bei Galatasaray Istanbul in der türkischen Süper Lig unter Vertrag und holte 2016 mit dem türkischen Pokal seinen dritten nationalen Pokalsieg. Von 2017 bis Anfang 2020 spielte er in der japanischen J1 League bei Vissel Kōbe, mit dem er 2019 den japanischen Pokal gewann. Anschließend spielte Podolski eineinhalb Jahre bei Antalyaspor. Mitte des Jahres 2021 wechselte er nach Polen in die Ekstraklasa zu Górnik Zabrze.
Mit der deutschen Nationalmannschaft nahm Podolski beginnend mit der EM 2004 bis einschließlich der EM 2016 an jedem großen Turnier teil, absolvierte 130 Länderspiele und erzielte 49 Treffer. Damit ist er der dritterfolgreichste Torschütze und der Spieler mit den viertmeisten Länderspielen der bisherigen DFB-Geschichte. Bei der WM 2014 wurde er mit der Nationalmannschaft Weltmeister, bei der EM 2008 Zweiter sowie bei den Weltmeisterschaften 2006 und 2010 jeweils Dritter.

## Leben
Lukas Podolski wurde als Sohn des deutschstämmigen ehemaligen Fußballspielers Waldemar Podolski und der ehemaligen Handballspielerin Krystyna Podolska, die für die polnische Nationalmannschaft aktiv war, in eine katholische Mittelschichtsfamilie im polnischen Gliwice geboren und wohnte im Stadtteil Sośnica. 1987 siedelten seine Eltern mit ihm und seiner fünf Jahre älteren Schwester nach Westdeutschland über und ließen sich in Bergheim unweit von Köln nieder. 1995 bis 2001 besuchte er die Erich-Kästner-Hauptschule in Bergheim; nach dem Hauptschulabschluss (Typ 10 A) erwarb er 2003 am Nell-Breuning-Berufskolleg in Frechen zudem die Fachoberschulreife. Anschließend leistete er am Olympiastützpunkt Rheinland in Köln Zivildienst.
Am 18. April 2011 heiratete er in Köln die gebürtige Polin Monika Puchalski, mit der er seit 2004 zusammen war und einen Sohn (* 2008) und zwei Töchter (* 2016 und 2023) hat. Die kirchliche Trauung fand am 11. Juni 2011 in Kamionna statt, einer Ortschaft der Gemeinde Łochów in der Woiwodschaft Masowien.

## Karriere

### Vereine

#### 1. FC Köln

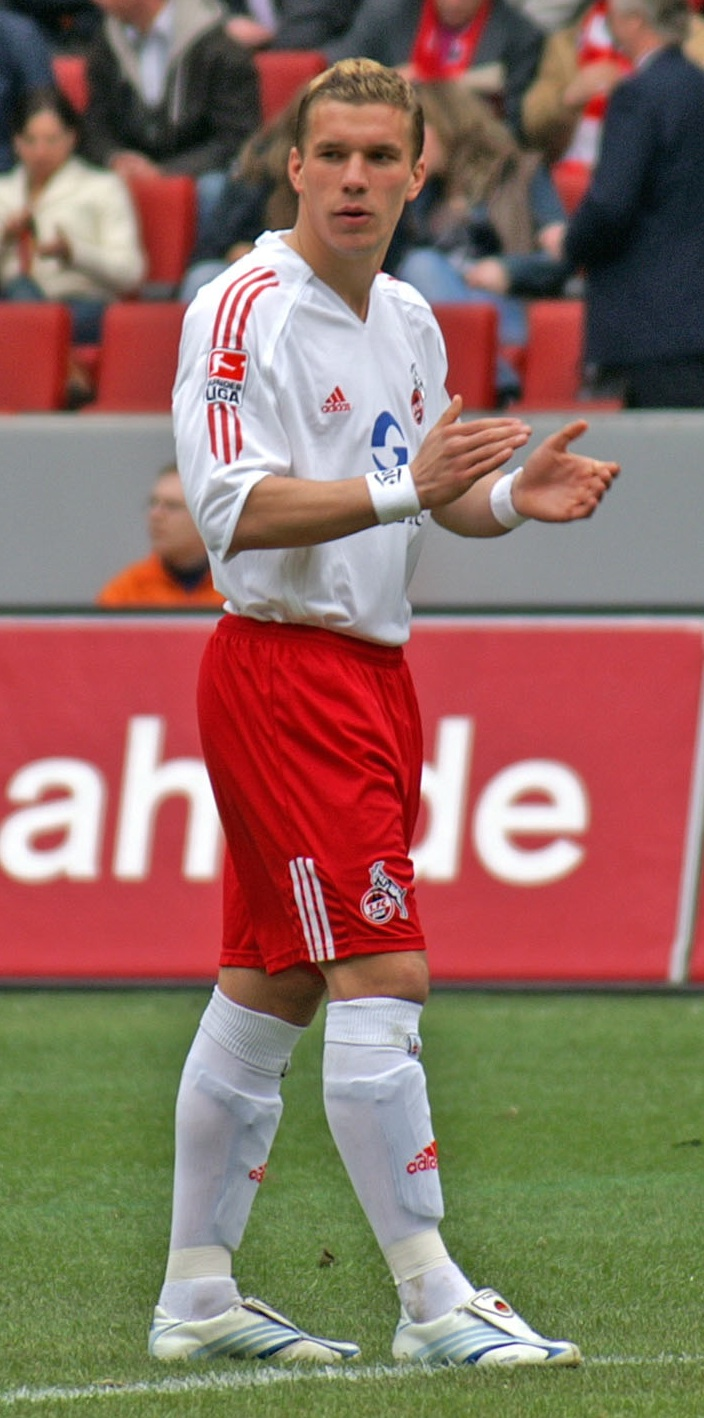
Podolski im Trikot des 1. FC Köln (2006)

Lukas Podolski begann seine Fußballkarriere 1991 bei Jugend 07 Bergheim und wechselte 1995 zur D-Jugend des 1. FC Köln. Als C-Jugendlicher wurde er von Willi Breuer trainiert. In der Saison 2003/04 spielte er mit 18 Jahren an den ersten acht Spieltagen noch in der A-Junioren-Bundesliga und erzielte dort acht Tore. Dann wurde er von Marcel Koller, Trainer des 1. FC Köln, eingeladen, mit den Profis zu trainieren. Am 11. November 2003 unterschrieb er seinen ersten Profivertrag und gab elf Tage später sein Profidebüt. Drei Spieltage später erzielte er beim 1:1 im Spiel gegen Hansa Rostock sein erstes Bundesligator. In seiner Debütsaison erzielte Podolski in 19 Erstligaspielen 10 Tore, was seit dem 41-jährigen Bestehen der Bundesliga noch keinem 18-Jährigen gelungen war. Da er aber der einzige erfolgreiche Torjäger der Mannschaft war, stieg der 1. FC Köln mit 23 Punkten als Tabellenletzter ab. In der 2. Bundesliga wurde er im Jahr darauf mit 24 Toren in 30 Spielen Torschützenkönig. Der 1. FC Köln wurde Tabellenerster und stieg direkt wieder in die Bundesliga auf.
In der Saison 2005/06 gelang Podolski erneut eine zweistellige Torausbeute, doch seine zwölf Saisontore reichten den Kölnern ein weiteres Mal nicht, die Spielklasse zu halten. Den erneuten Abstieg in die 2. Bundesliga nannte der Stürmer als Hauptgrund für seinen Weggang aus Köln.

#### FC Bayern München
Am 10. Juli 2006 wechselte Podolski zum FC Bayern München, bei dem er einen Vertrag bis 2010 bekam. Dort kam er nie über den Status eines Ergänzungsspielers hinaus. So erzielte er in der Saison 2006/07 in 22 Partien nur vier Tore und wurde Anfang Juni 2007 in einer Kicker-Umfrage unter 268 Bundesligaspielern zum „Absteiger der Saison“ gewählt. Die Spielzeit 2007/08 verlief bei 25 Einsätzen mit fünf Toren ähnlich, dennoch wurde er mit den Bayern Deutscher Meister und Pokalsieger.
Zur Saison 2008/09 wurde Podolskis früherer Förderer Jürgen Klinsmann neuer Trainer der Bayern. Dieser sprach sich gegen einen Abgang Podolskis aus, der aber weiterhin nur Ersatzspieler blieb. Nachdem er in der Hinrunde in elf Einsätzen nur zweimal über die volle Zeit gespielt hatte, wurde in der Winterpause seine Rückkehr zum 1. FC Köln nach der Saison ausgehandelt. In der Rückrunde kam Podolski zu sieben weiteren Einsätzen, bis Klinsmann nach dem 29. Spieltag entlassen wurde. In den letzten fünf Spielen unter dem neuen Trainer Jupp Heynckes zeigte Podolski mit zwei Toren und fünf Vorlagen zumindest kurzzeitig die beste Leistung seiner Münchener Zeit. Insgesamt erzielte er in seiner letzten Bayern-Saison sechs Tore in 24 Partien.

#### Rückkehr nach Köln
Zur Saison 2009/10 kehrte Podolski zum 1. FC Köln zurück. Sein Vertrag lief bis zum Sommer 2013. Um einen Teil der Ablösesumme zu refinanzieren, wurde am 24. Juli ein Begrüßungsspiel gegen den FC Bayern veranstaltet, das von RTL live übertragen wurde und 0:2 endete. Außerdem wurde die Ablösesumme teilweise durch einen Investor finanziert. Podolskis Torausbeute blieb in der ersten Spielzeit beim FC jedoch weit hinter den Erwartungen zurück; nach seinem ersten Treffer am fünften Spieltag traf er erst wieder am 25. Spieltag gegen seinen ehemaligen Verein Bayern München.
Die Saison 2010/11 verlief trotz eines Außenbandrisses vor der Winterpause für Podolski mit 13 Toren in 32 Spielen wieder erfolgreicher; er war damit der neuntbeste Torschütze der Liga. Zur Rückrunde wurde er unter Trainer Frank Schaefer außerdem neuer Mannschaftskapitän des 1. FC Köln. Mit 44 Punkten und dem zehnten Platz zeigte die Mannschaft aufsteigende Tendenz, die unter dem neuen norwegischen Trainer Ståle Solbakken in der Saison 2011/12 fortgesetzt werden sollte. Solbakken machte aber erst einmal den gleichaltrigen Pedro Geromel zum neuen Kapitän. Podolski selbst spielte eine erfolgreiche Saison und knüpfte mit 18 Toren als viertbester Torschütze der Bundesliga an seine Leistungen früherer Jahre an. Im Spiel gegen Hannover 96 schoss er am 11. März 2011 sein 50. Bundesligator. Dennoch geriet die Mannschaft in der Rückrunde immer tiefer in den Abstiegskampf und landete nach dem letzten Spieltag durch ein 1:4 gegen Bayern München auf dem direkten Abstiegsplatz 17. Nach vier Jahren Bundesliga musste der FC erneut in die 2. Liga und Podolski verließ, nach seinem dritten Bundesliga-Abstieg mit dem 1. FC Köln, zum zweiten Mal seinen Jugendverein.

#### FC Arsenal

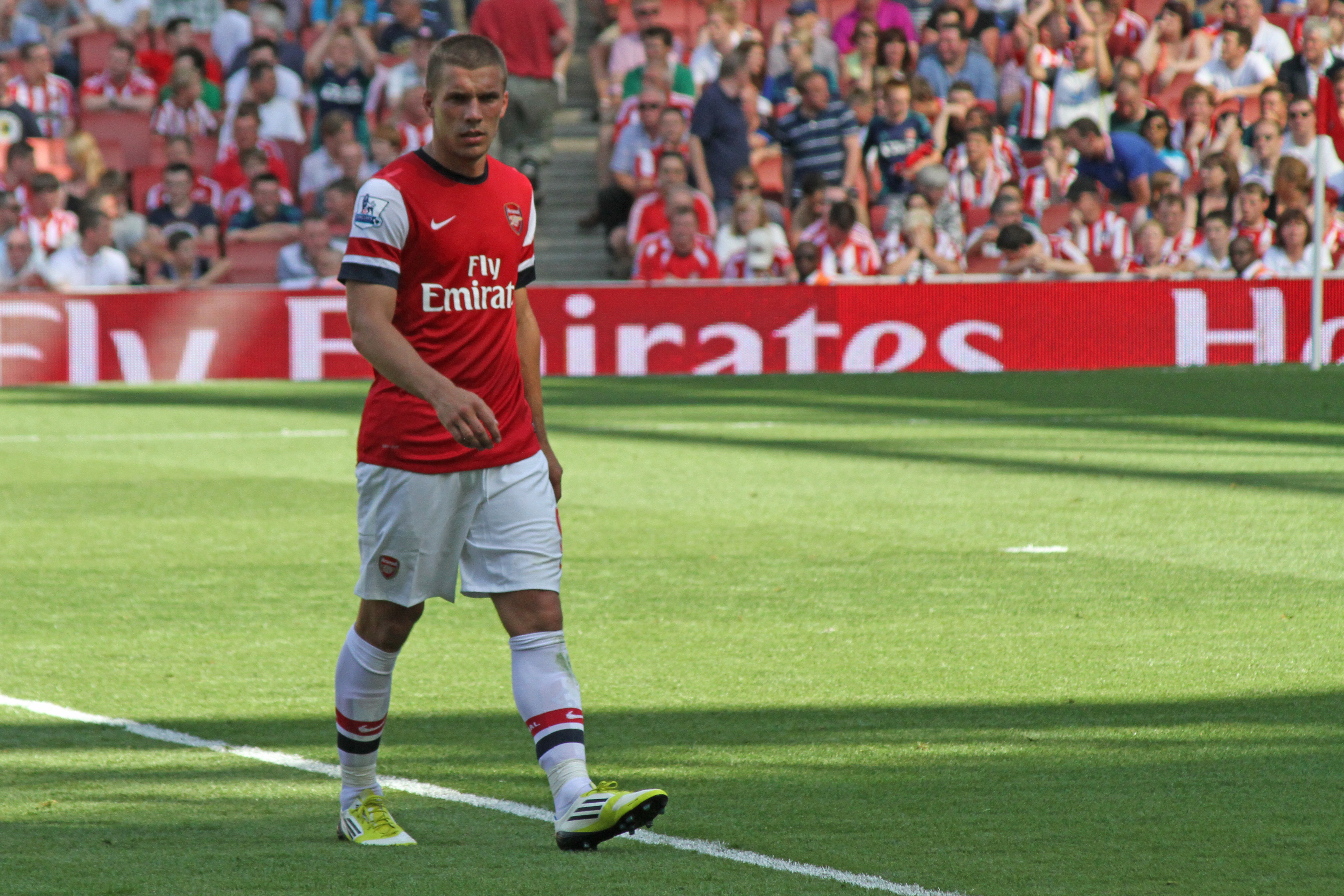
Podolski im Trikot des FC Arsenal (2012)

Zur Saison 2012/13 wechselte Podolski in die englische Premier League zum FC Arsenal. Sein erstes Pflichtspiel bestritt er am 18. August 2012, dem ersten Spieltag, gegen den AFC Sunderland (0:0); er wurde in der 64. Spielminute durch Olivier Giroud ersetzt. In seinem dritten Premier-League-Spiel am 2. September 2012 erzielte er beim 2:0-Sieg gegen den FC Liverpool sein erstes Tor für Arsenal. In der UEFA Champions League 2012/13 traf er am 18. September 2012 beim 2:1-Erfolg gegen HSC Montpellier zum ersten Mal.
Gemessen an der Zahl verkaufter Trikots gehörte er im Jahr 2012 zu den zehn beliebtesten Fußballspielern in Großbritannien.

#### Inter Mailand
Am 5. Januar 2015 wechselte Podolski auf Leihbasis bis zum Ende der Saison in die italienische Serie A zu Inter Mailand. Er debütierte einen Tag später, als er beim 1:1 gegen Juventus Turin im Derby d’Italia in der 54. Spielminute für Zdravko Kuzmanović eingewechselt wurde. Anfang Februar 2015 wurde er nicht für den Europa-League-Kader der Mailänder nachnominiert. Von neu zugegangenen Spielern, die in der laufenden Saison bereits für einen anderen Klub in der Champions League gespielt hatten, durfte jeder Verein maximal einen Spieler nachnominieren und Trainer Roberto Mancini entschied sich für den ebenfalls in der Winterpause vom FC Bayern München verpflichteten Xherdan Shaqiri. Sein erstes Tor für Inter erzielte Podolski am 28. April, dem 33. Spieltag, als er gegen Udinese Calcio den 2:1-Siegtreffer in der 65. Spielminute markierte. In acht seiner 17 Ligaeinsätze stand er in der Startelf und erzielte dabei lediglich einen Treffer.

#### Galatasaray Istanbul
Zur Saison 2015/16 verpflichtete ihn der türkische Erstligist Galatasaray Istanbul, bei dem er einen Dreijahresvertrag mit Option auf Verlängerung um ein weiteres Jahr unterzeichnete. Mit seinem ersten Pflichtspiel für den Verein am 8. August 2015 gewann er mit diesem den türkischen Supercup durch einen 1:0-Sieg gegen Bursaspor. Bei seinem Ligadebüt am 15. August 2015 (1. Spieltag) erzielte er den Treffer zum 2:2-Endstand im Auswärtsspiel gegen Sivasspor in der 81. Minute. Am 26. Mai 2016 erzielte er im Pokalfinale den 1:0-Siegtreffer und wurde zum Spieler des Spiels gewählt. Die Saison 2016/17 begann er wieder mit dem Sieg im Supercup (gegen Beşiktaş Istanbul).

#### Vissel Kobe
Zum 1. Juli 2017 wechselte Podolski nach Japan zu Vissel Kōbe in die bereits bei Halbzeit stehende J1-League-Saison 2017. Die Ablösesumme betrug 2,6 Millionen Euro. Bei seinem Pflichtspieldebüt am 29. Juli 2017 im Heimspiel gegen Ōmiya Ardija schoss er zwei Tore. Im letzten Spiel der Saison 2019, welche er mit Kōbe als Achter abschloss, erzielte Podolski beim 4:1 über Absteiger Júbilo Iwata drei Treffer. Am Neujahrstag 2020 beim Eröffnungssportereignis des Neuen Nationalstadions von Tokyo konnte Podolski mit seinem Team erstmals den japanischen Kaiserpokal gewinnen. Danach endete sein Vertrag beim japanischen Erstligisten.

#### Antalyaspor
Im Januar 2020 kehrte Podolski in die türkische Süper Lig zurück und unterschrieb einen Vertrag bei Antalyaspor. Am 3. Juni 2021 verabschiedete Antalyaspor Podolski via Twitter ohne vorherigen persönlichen Kontakt; der Vertrag lief zum Saisonende aus.

#### Górnik Zabrze
Zur Saison 2021/22 unterschrieb Podolski mit 36 Jahren einen Einjahresvertrag bei dem polnischen Fußballverein Górnik Zabrze, der die vorherige Saison im Mittelfeld der Ekstraklasa abgeschlossen hatte. Im Mai 2022 wurde seine Vertragslaufzeit um ein weiteres Jahr verlängert. Im November 2022 wurde ein Treffer Podolskis aus 60 Metern in der ARD Sportschau zum Tor des Monats gewählt. Es war sein 13. Tor des Monats, was mit großem Abstand Rekord bedeutet. Im Mai 2023 verlängerte Podolski seinen Vertrag bis Juni 2025. In seine Zabrze-Zeit fiel sein Abschiedsspiel in Köln am 10. Oktober 2024, bei dem eine Mannschaft von ehemaligen und aktuellen Spielern des 1. FC Köln gegen eine Auswahl unter dem Namen „Poldis 11“ spielte, in der auch viele Spieler von Górnik Zabrze spielten.
Poldis 11 gewann mit 5:3. Podolski spielte je eine Halbzeit für beide Mannschaften und erzielte dabei zwei Tore (jeweils eines für beide Mannschaften).
Im Rahmen des letzten Saisonspiels 2024/25 im Mai 2025 gab Podolski die Verlängerung seines Vertrages bis 30. Juni 2026 bekannt.

### Nationalmannschaft
Lukas Podolski spielte ab 2001 für deutsche Jugendauswahlmannschaften, beginnend mit der U15.
Zu den Gerüchten, der polnische Fußballverband PZPN habe ihn eingeladen, für die polnische Nationalmannschaft anzutreten, er aber habe dies aus finanziellen Gründen abgelehnt, erklärte er: „Niemand hat mir vorgeschlagen, für Polen zu spielen, als dies noch möglich war. Die Offiziellen haben den günstigen Moment verschlafen.“
Ende Mai/Anfang Juni 2004 nahm er mit der U21 an der in Deutschland stattfindenden Junioreneuropameisterschaft teil. Bereits nach der Vorrunde, in der Podolski zweimal eingesetzt wurde, war der deutsche Nachwuchs ausgeschieden. Aber ohne dass er einmal für die A-Nationalmannschaft gespielt hatte, wurde Podolski als fünfter Stürmer für das deutsche Aufgebot für die Fußball-Europameisterschaft 2004 nominiert. Nur vier Tage nach dem letzten Spiel der U-21-EM wurde er zum Vorbereitungsspiel der A-Mannschaft gegen Ungarn in Kaiserslautern eingeladen. In der Schlussviertelstunde wurde er eingewechselt, damit war die Entscheidung, künftig im deutschen Nationaltrikot zu spielen, endgültig gefallen. Das Spiel ging mit 0:2 verloren. Bei der EM in Portugal wurde er im entscheidenden dritten Vorrundenspiel in der Halbzeit eingewechselt, doch die Partie gegen Tschechien ging verloren – und auch die A-Mannschaft schied frühzeitig aus.

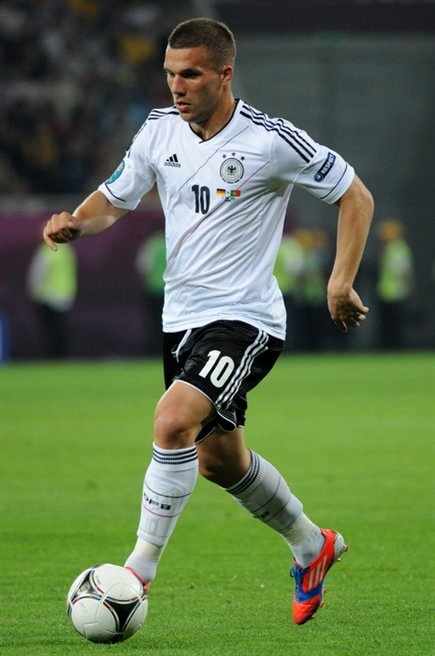
Podolski im Trikot der Nationalmannschaft in einer Spielszene während der Europameisterschaft 2012

Nach dem Scheitern wurde der Umbau der Mannschaft für die bevorstehende Heim-WM vorangetrieben und Podolski wurde regelmäßig in der Nationalmannschaft eingesetzt. Bei einer Asienreise des Teams Ende 2004 gab er gegen Japan sein Startelfdebüt und erzielte am 21. Dezember gegen Thailand seine ersten beiden Tore für Deutschland. Am FIFA-Konföderationen-Pokal 2005 in Deutschland nahm er als Stammspieler teil und schoss in vier Spielen drei Tore. Nach dem Turnier erzielte er in einem Länderspiel gegen Südafrika drei Tore selbst und legte den vierten Treffer auf. Danach war er in allen WM-Vorbereitungsspielen Stammspieler. Bei der WM 2006 kam er in jedem Spiel der deutschen Mannschaft zum Einsatz und schoss drei Tore. Die technische Kommission der FIFA wählte ihn danach zum besten jungen Spieler der WM, noch vor so prominenten Spielern wie Lionel Messi (Argentinien) oder Cristiano Ronaldo (Portugal). Mit 21 Jahren hatte er bereits 16 Länderspieltore erzielt, was zuvor keinem anderen Spieler in diesem Alter gelungen war.
In der EM-Qualifikation von September 2006 bis November 2007 war er erneut sehr erfolgreich und erzielte in neun Partien acht Tore. Zum 13:0 gegen San Marino, dem höchsten deutschen Sieg aller Zeiten in einem Qualifikationsspiel, trug er vier Treffer bei. Ein Spiel verpasste er, weil er zuvor am 7. Oktober 2006 in einem Freundschaftsspiel gegen Georgien nach einer Tätlichkeit vom Platz gestellt und gesperrt worden war. Es war die erste Rote Karte seiner Profikarriere. Bei der Europameisterschaft 2008 gehörte er dann wieder zur ersten Elf. Bei den ersten beiden Spielen Deutschlands in der Gruppenphase – dem 2:0 gegen Polen am 8. Juni in Klagenfurt am Wörthersee und dem 1:2 gegen Kroatien am 12. Juni am selben Ort – erzielte er alle drei Feldtore der deutschen Mannschaft. Im Viertelfinale gegen Portugal und im Halbfinale gegen die Türkei bereitete er beide Treffer von Bastian Schweinsteiger vor. Von der Expertenkommission der UEFA wurde er einen Tag nach der Endspielniederlage gegen Spanien in das All-Star-Team der EM 2008 gewählt.
2008/09 spielte er wieder in neun der zehn Qualifikationsspiele für das folgende Großturnier. Zusammen mit den Freundschaftsspielen in dieser Zeit schoss er im Schnitt in jedem zweiten Länderspiel ein Tor. Am 6. September 2008 erzielte Podolski gegen Liechtenstein seinen 30. Nationalmannschaftstreffer. Er war (mit einem damaligen Alter von 23 Jahren und 3 Monaten) der jüngste deutsche Nationalspieler, dem dies gelungen war. Weltweit waren bis dato nur sechs Spieler jünger: Pelé, Sven Rydell, Ronaldo, Sándor Kocsis, Stern John und Ferenc Puskás. Beim WM-Qualifikationsspiel Deutschland gegen Wales am 1. April 2009 in Cardiff lieferte sich Podolski mit Michael Ballack in der 67. Minute der Partie zunächst eine verbale Auseinandersetzung und schlug ihm dann scheinbar ins Gesicht. Zuvor hatte Ballack dem Stürmer lautstark taktische Anweisungen gegeben. Die vermeintliche Tätlichkeit blieb seitens des DFB und der FIFA ohne Sanktionen, Podolski spendete jedoch freiwillig 5000 Euro an eine Fair-play-Aktion des DFB.
Am 6. Mai 2010 wurde er von Bundestrainer Joachim Löw in den Kader für die WM 2010 berufen. Dort erzielte er im ersten Gruppenspiel das erste Tor, verschoss aber im zweiten Spiel gegen Serbien als dritter deutscher Nationalspieler nach Uli Hoeneß 1974 und Uli Stielike 1982 einen Elfmeter bei einer Weltmeisterschaft. Im Achtelfinale dagegen schoss er das 2:0 gegen England (Endstand: 4:1). Nach der Halbfinalniederlage gegen den späteren Weltmeister Spanien setzte er im Spiel um Platz 3 aus: Es war das erste WM-Spiel, das er seit seiner ersten Nominierung verpasste.
In der Qualifikation für die Europameisterschaft 2012 trat er erneut neunmal für Deutschland an, hatte mit drei Treffern aber seine bis dahin schlechteste Torquote. Aber es wurden alle neun Spiele gewonnen. Podolski wurde danach für den Kader der EM 2012 nominiert und stand im ersten Spiel wieder in der Startelf. Bei der Vorrundenbegegnung gegen Dänemark (2:1) am 17. Juni absolvierte er im Alter von 27 Jahren und 13 Tagen sein 100. Länderspiel. Er löste damit Franz Beckenbauer als jüngsten deutschen „Hunderter“ ab und war europaweit bis zum 22. März 2013 der jüngste Spieler, der diese Zahl an Länderspieleinsätzen erreicht hatte. (Am 22. März 2013 wurde er von Sergio Ramos als jüngster europäischer „Hunderter“ abgelöst.) In dem Spiel erzielte er sein 44. Länderspieltor zur 1:0-Führung. Darüber hinaus wurde er anschließend von der UEFA zum „Man of the Match“ gewählt. Im Viertelfinale wählte Trainer Joachim Löw dann auf der linken Angriffsseite eine neue Formation mit Marco Reus aus und Podolski musste aussetzen. Im Halbfinale kehrte er in die Startaufstellung zurück, wurde aber nach einem 0:2-Rückstand in der Halbzeit gegen Reus ausgewechselt, das Turnieraus konnte jedoch nicht mehr abgewendet werden.

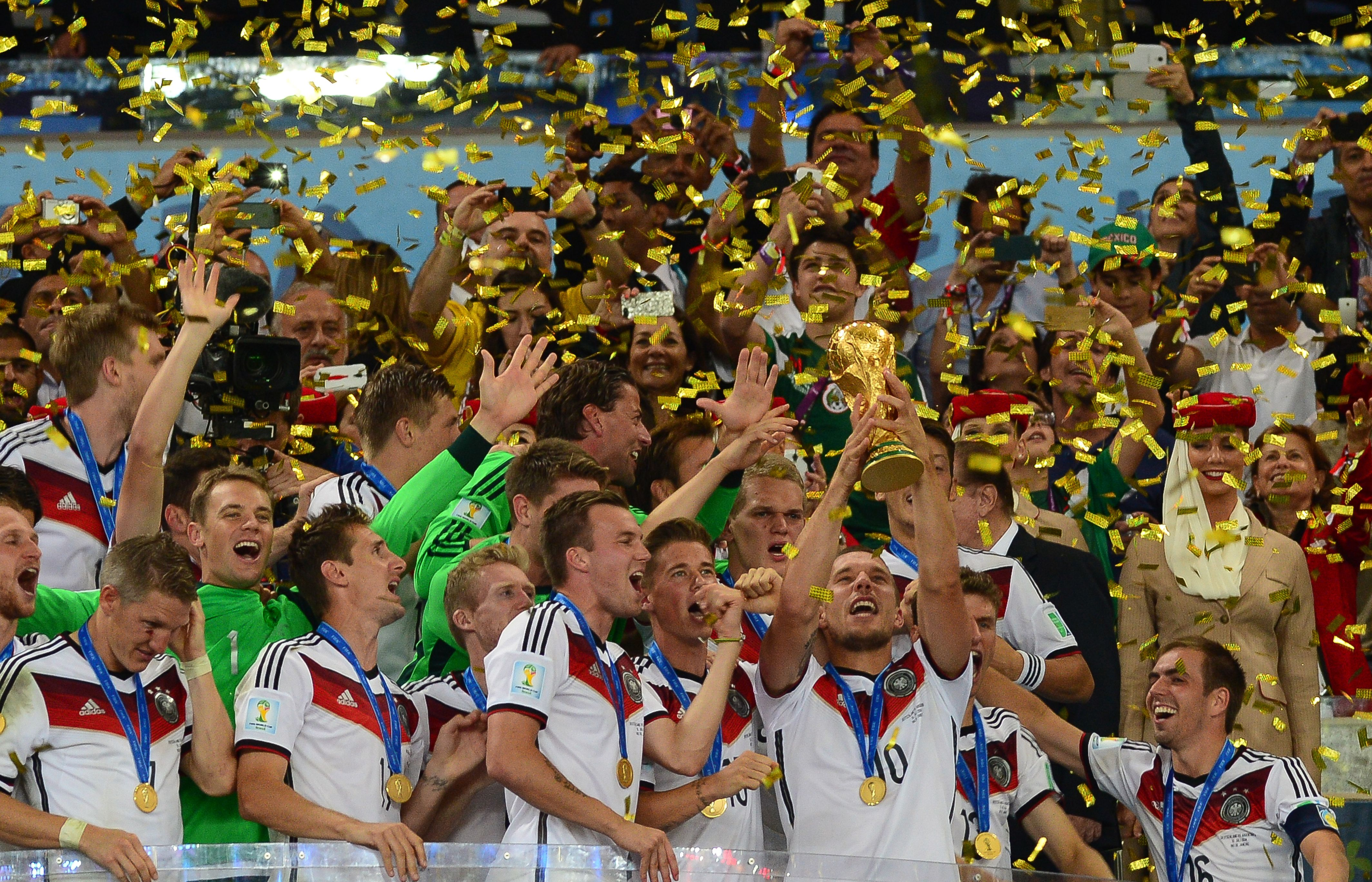
Podolski (mit dem Pokal) nach dem Gewinn der Weltmeisterschaft 2014

Beim 4:2-Sieg im Freundschaftsspiel gegen Ecuador am 29. Mai 2013 in Boca Raton stellte Podolski nach nur neun Sekunden mit seinem ersten von zwei Toren einen neuen Rekord (seit Beginn der Zeitmessung im Fußball) auf für den zu dem Zeitpunkt am schnellsten erzielten Treffer bei einem Länderspiel der deutschen Nationalmannschaft. Damit erzielte er das bisher zweitschnellste Länderspieltor im internationalen Vergleich hinter dem San-Marineser Davide Gualtieri, der 1993 gegen England 8,3 Sekunden benötigt hatte. Am 24. März 2024 wurde Podolskis Rekord von Florian Wirtz mit seinem ersten Länderspieltor beim 2:0-Sieg im Freundschaftsspiel gegen Frankreich um eine Sekunde unterboten. Wenige Stunden zuvor hatte aber der Österreicher Christoph Baumgartner bereits nach sieben Sekunden ein Tor beim Spiel gegen die Slowakei erzielt.
Mit seinem 48. Tor überholte er zudem Jürgen Klinsmann und Rudi Völler und belegt den dritten Platz der „ewigen Torschützenliste“ der Nationalmannschaft.
Am 8. Mai 2014 wurde er von Bundestrainer Joachim Löw in den vorläufigen Kader der WM 2014 in Brasilien berufen. Er kam bei zwei Vorrunden-Spielen zum Einsatz, insgesamt 53 Minuten. Am 13. Juli wurde er mit der Nationalmannschaft Weltmeister.
Nach dem Rücktritt von Miroslav Klose war er unter den noch aktiven deutschen Nationalspielern derjenige mit den meisten Einsätzen und den meisten Toren. Nur Klose (137) und Lothar Matthäus (150) haben mehr Länderspiele bestritten und nur Klose (71) und Gerd Müller (68) mehr Tore für Deutschland erzielt.
Für die Fußball-Europameisterschaft 2016 in Frankreich wurde er erneut in den Kader der Nationalmannschaft aufgenommen. Im Turnier wurde er im Achtelfinale gegen die Slowakei beim Stand von 3:0 in der Schlussviertelstunde eingewechselt.
Am 15. August 2016 trat Podolski aus der Nationalmannschaft zurück. Sein Abschied fand am 22. März 2017 beim Freundschaftsspiel gegen England in Dortmund statt, bei dem er mit einem Distanztreffer den Siegtreffer zum 1:0 erzielte, der von den Zuschauern der Sportschau zum Tor des Monats März 2017 und zum Tor des Jahres 2017 gewählt wurde.

## Spielweise
Podolski hat – insbesondere mit seinem stärkeren linken Fuß – einen äußerst wuchtigen Torschuss und einen direkten und schnörkellosen Stil, mit dem er häufig zielgerichtete Vorlagen gibt und punktgenaue Tore aus großer Distanz erzielt. Er gilt daher auch als guter Freistoßschütze. Früher noch im Sturmduo mit Miroslav Klose eingesetzt, spielte er in der Nationalmannschaft meist auf der linken Seite als hängende Spitze, konnte aber auch im Sturmzentrum spielen, wie über weite Strecken beim 1. FC Köln. Beim FC Arsenal kam er vor allem als Spielmacher hinter der Spitze zum Einsatz, dort variierte er häufig die verschiedenen Offensivpositionen.

## Titel

### Nationalmannschaft
- Weltmeister: 2014

### Vereine
1. FC Köln
- Deutscher Zweitligameister und Aufstieg in die Bundesliga: 2005

FC Bayern München
- Deutscher Meister: 2008
- Deutscher Pokalsieger: 2008
- Deutscher Ligapokalsieger: 2007

FC Arsenal
- Englischer Pokalsieger: 2014
- Englischer Supercupsieger: 2014

Galatasaray Istanbul
- Türkischer Pokalsieger: 2016
- Türkischer Supercupsieger: 2015, 2016

Vissel Kobe
- Japanischer Pokalsieger: 2019

### Persönliche Auszeichnungen
- Fußballer des Monats: Dezember 2003, April 2004, Januar 2005, April 2006
- Torschütze des Monats: (Rekordhalter) Januar 2004, Mai 2004, Oktober 2004, Januar 2005, März 2005, Juni 2005, September 2005, April 2006, Juli 2008, Februar 2011, Juli 2016 (mit Dirk Nowitzki), März 2017, November 2022
- Torschütze des Jahres: 2017, 2022
- Torschützenkönig der 2. Bundesliga: 2005
- Bester junger Spieler der Weltmeisterschaft: 2006
- UEFA-All-Star-Team: Europameisterschaft 2008
- Silberner Schuh: Europameisterschaft 2008
- Silbernes Lorbeerblatt: 2006, 2010, 2014
- „Player/Man of the Match“
  - Deutschland – Polen (Europameisterschaft 2008)
  - Deutschland – Australien (Weltmeisterschaft 2010)
  - Deutschland – Dänemark (Europameisterschaft 2012)

## Rekorde
- Häufigster Torschütze des Monats (13)[54]

## Karrierestatistik
| Verein               | Liga            | Saison          | Liga   | Liga | Nat. Pokal | Nat. Pokal | Europapokal | Europapokal | Andere | Andere | Gesamt | Gesamt |
| Verein               | Liga            | Saison          | Spiele | Tore | Spiele     | Tore       | Spiele      | Tore        | Spiele | Tore   | Spiele | Tore   |
| -------------------- | --------------- | --------------- | ------ | ---- | ---------- | ---------- | ----------- | ----------- | ------ | ------ | ------ | ------ |
| 1. FC Köln           | Bundesliga      | 2003/04         | 19     | 10   | 1          | 0          | -           | -           | -      | -      | 20     | 10     |
| 1. FC Köln           | 2. Bundesliga   | 2004/05         | 30     | 24   | 2          | 5          | -           | -           | -      | -      | 32     | 29     |
| 1. FC Köln           | Bundesliga      | 2005/06         | 32     | 12   | 1          | 0          | -           | -           | -      | -      | 33     | 12     |
| Gesamt               | Gesamt          | Gesamt          | 81     | 46   | 4          | 5          | -           | -           | -      | -      | 85     | 51     |
| FC Bayern München    | Bundesliga      | 2006/07         | 22     | 4    | 3          | 2          | 7           | 1           | 2      | 0      | 34     | 7      |
| FC Bayern München    | Bundesliga      | 2007/08         | 25     | 5    | 4          | 0          | 12          | 5           | -      | -      | 41     | 10     |
| FC Bayern München    | Bundesliga      | 2008/09         | 24     | 6    | 3          | 1          | 4           | 2           | -      | -      | 31     | 9      |
| Gesamt               | Gesamt          | Gesamt          | 71     | 15   | 10         | 3          | 23          | 8           | 2      | 0      | 106    | 26     |
| 1. FC Köln           | Bundesliga      | 2009/10         | 27     | 2    | 4          | 1          | -           | -           | -      | -      | 31     | 3      |
| 1. FC Köln           | Bundesliga      | 2010/11         | 32     | 13   | 2          | 1          | -           | -           | -      | -      | 34     | 14     |
| 1. FC Köln           | Bundesliga      | 2011/12         | 29     | 18   | 2          | 0          | -           | -           | -      | -      | 31     | 18     |
| Gesamt               | Gesamt          | Gesamt          | 88     | 33   | 8          | 2          | -           | -           | -      | -      | 96     | 35     |
| FC Arsenal           | Premier League  | 2012/13         | 33     | 11   | 2          | 1          | 6           | 4           | 1      | 0      | 42     | 16     |
| FC Arsenal           | Premier League  | 2013/14         | 20     | 8    | 4          | 3          | 3           | 1           | -      | -      | 34     | 12     |
| FC Arsenal           | Premier League  | 2014/15         | 7      | 0    | -          | -          | 5           | 3           | 1      | 0      | 13     | 3      |
| Gesamt               | Gesamt          | Gesamt          | 60     | 19   | 6          | 4          | 14          | 8           | 2      | 0      | 82     | 31     |
| Inter Mailand        | Serie A         | 2014/15         | 17     | 1    | 1          | 0          | -           | -           | -      | -      | 18     | 1      |
| Gesamt               | Gesamt          | Gesamt          | 17     | 1    | 1          | 0          | -           | -           | -      | -      | 18     | 1      |
| Galatasaray Istanbul | Süper Lig       | 2015/16         | 30     | 13   | 4          | 2          | 8           | 2           | 1      | 0      | 43     | 17     |
| Galatasaray Istanbul | Süper Lig       | 2016/17         | 22     | 7    | 5          | 10         | -           | -           | 1      | 0      | 28     | 17     |
| Gesamt               | Gesamt          | Gesamt          | 52     | 20   | 9          | 12         | 8           | 2           | 2      | 0      | 71     | 34     |
| Vissel Kōbe          | J1 League       | 2017            | 15     | 5    | 3          | 0          | 0           | 0           | 0      | 0      | 18     | 5      |
| Vissel Kōbe          | J1 League       | 2018            | 24     | 5    | 2          | 2          | 0           | 0           | 0      | 0      | 26     | 7      |
| Vissel Kōbe          | J1 League       | 2019            | 13     | 5    | 3          | 0          | 0           | 0           | 0      | 0      | 16     | 5      |
| Gesamt               | Gesamt          | Gesamt          | 52     | 15   | 8          | 2          | 0           | 0           | 0      | 0      | 60     | 17     |
| Antalyaspor          | Süper Lig       | 2019/20         | 8      | 2    | 2          | 0          | 0           | 0           | 0      | 0      | 10     | 2      |
| Gesamt               | Gesamt          | Gesamt          | 8      | 2    | 2          | 0          | 0           | 0           | 0      | 0      | 10     | 2      |
| Górnik Zabrze        | Ekstraklasa     | 2021/22         | 27     | 9    | 3          | 0          | 0           | 0           | 0      | 0      | 30     | 9      |
| Górnik Zabrze        | Ekstraklasa     | 2022/23         | 22     | 5    | 2          | 2          | 0           | 0           | 0      | 0      | 24     | 7      |
| Karriere Gesamt      | Karriere Gesamt | Karriere Gesamt | 478    | 165  | 55         | 30         | 45          | 18          | 6      | 0      | 582    | 213    |

Stand: 17. März 2023

## Soziales Engagement

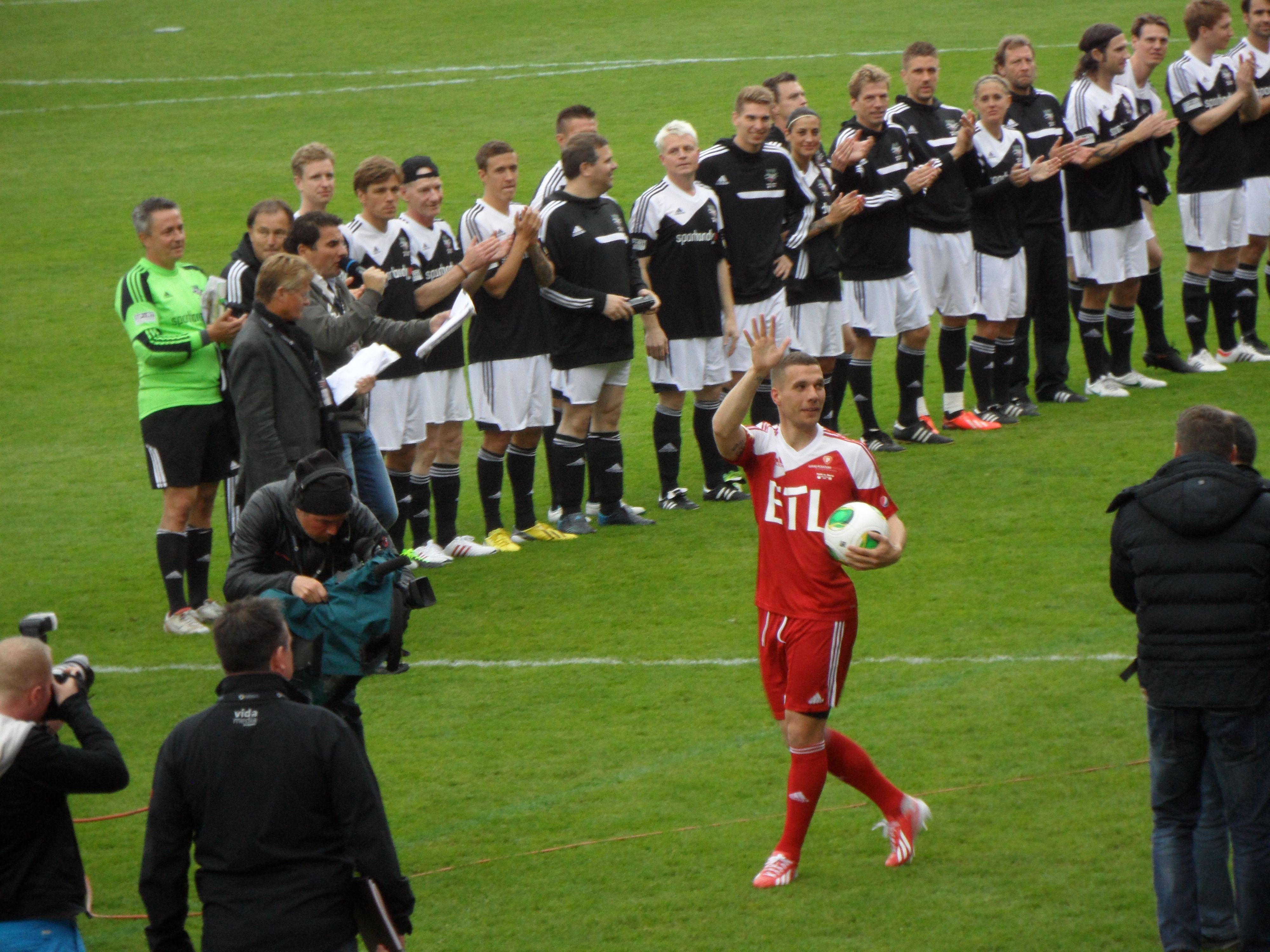
Podolski vor dem Benefizspiel „Lukas & Friends vs. Per & Friends“ (2013)

Im Jahr 2010 gründete er seine eigene Lukas-Podolski-Stiftung, mit der Sport- und Bildungsprojekte für benachteiligte Kinder und Jugendliche realisiert werden. Unter anderem unterstützt Podolski die Sepp-Herberger-Stiftung, das Hilfswerk Die Arche und die Kampagnen der Deutschen Knochenmarkspenderdatei.
Am 20. Mai 2013 fand in Köln das Benefizspiel „Lukas & Friends vs. Per & Friends“ statt. Die Einnahmen von 100.000 Euro gingen zu gleichen Teilen an die Lukas-Podolski- und an die Per-Mertesacker-Stiftung, die sich ebenfalls für benachteiligte Kinder einsetzt.
2014 stellte sich Podolski ehrenamtlich der ersten DFB-Gesundheitsaktion „Bleib am Ball“ als Leitfigur zur Verfügung, deren Förderpartner die Deutsche Krebshilfe und die Deutsche Krebsgesellschaft sind. Ihr Ziel ist die Bekämpfung der Volkskrankheit Krebs.
Zugunsten diverser Kinderhilfsorganisationen und -aktionen versteigerte Podolski mehrmals persönliche Gegenstände wie Trikots oder einen gemeinsamen Nachmittag in seiner Eisdiele auf der Charity-Auktionsplattform United Charity.

## Unternehmer

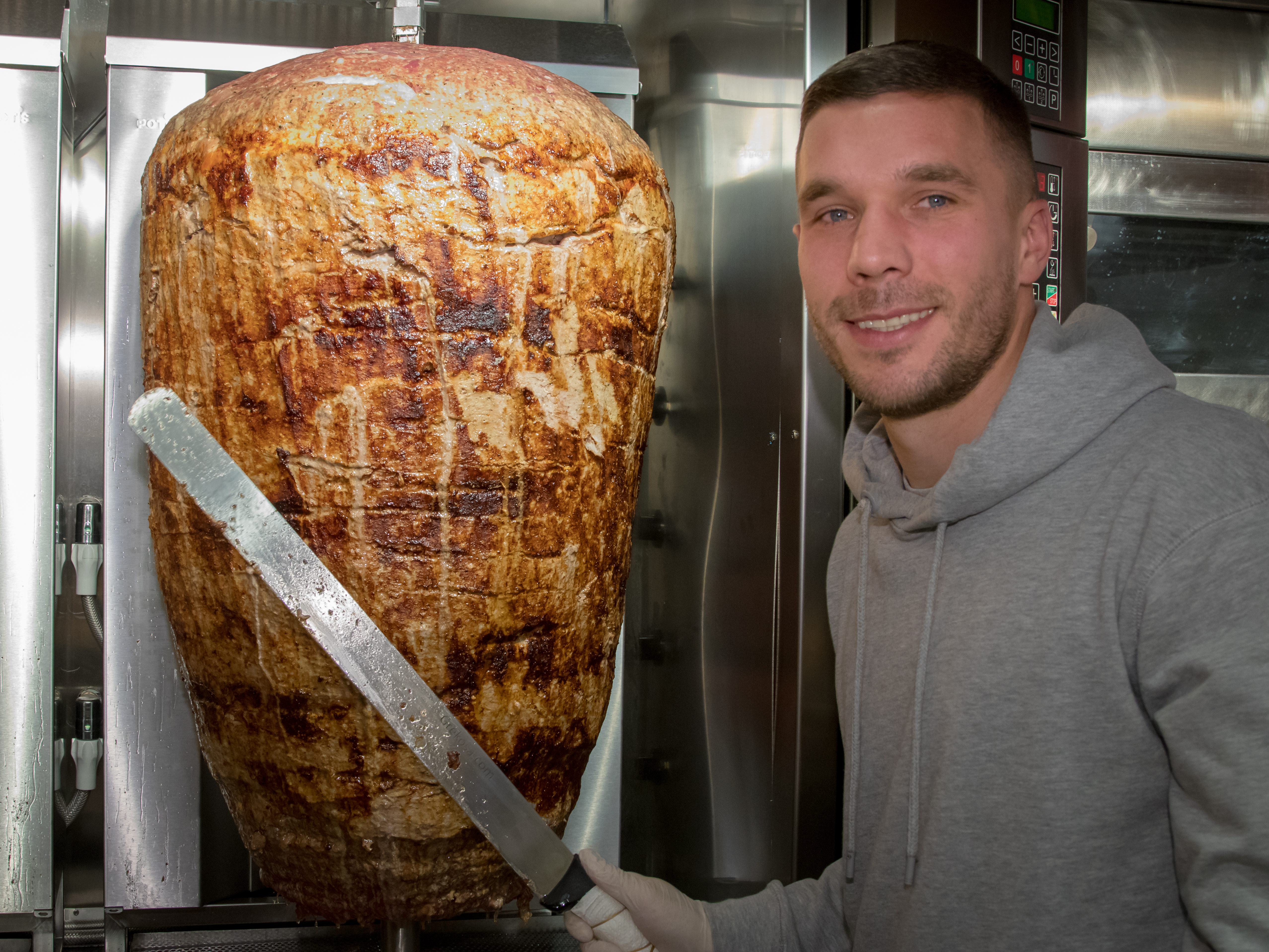
Podolski bei der Eröffnung des Imbiss „Mangal Döner“ in Köln, 2018

Im Juni 2017 eröffnete Podolski unter dem Namen „Ice Cream United“ im Belgischen Viertel in Köln eine Eisdiele. Diese betreibt er zusammen mit einer italienischstämmigen Familie befreundeter Eisverkäufer. Anfang Januar 2018 eröffnete er gemeinsam mit türkischstämmigen Gastronomen aus dem Kölner Eigelsteinviertel den Dönerimbiss „Mangal Döner“ am Chlodwigplatz in Köln, den er als Teilhaber mitbetreibt und der seinen Namen mit der Rückennummer 10 als Zusatz trägt; eine Filiale in Düsseldorf und Koblenz kamen hinzu, eine Filiale am Kottbusser Damm in Berlin wurde 2024 eröffnet und wieder geschlossen. Im Frühjahr 2025 wurde eine weitere Filiale in der Augsburger Innenstadt eröffnet. Nach eigenen Angaben hat er selbst eine besondere Beziehung zu den Speisen Döner und Eiscreme, mit Ersterem sei er nach seiner Einwanderung nach Deutschland groß geworden. Darüber hinaus ist Podolski an dem Brauhaus „Zum Prinzen“ auf dem Kölner Alter Markt beteiligt.
Seit 2014 ist Podolski Inhaber des eigenen Modelabels LP STRASSENKICKER, über das eigens für ihn entworfene Freizeit- und Sportbekleidung vertrieben wird. Neben weltweitem Onlinehandel unterhält das Modelabel einen eigenen Flagshipstore auf dem Kölner Alter Markt.
Im Köln-Mülheimer Areal Carlswerk betreibt Podolski die „Straßenkicker Base“ mit einer Zweigstelle seines Dönerimbiss, einem Bekleidungsgeschäft, einer Sportsbar und einer Fußballhalle mit insgesamt sieben Kleinspielfeldern.
Podolski ist mit dem Musikmanager Markus Krampe Veranstalter des Musikfestivals Glücksgefühle Festival auf dem Hockenheimring. Bei der Erstausgabe im September 2023 wurden laut Veranstalter rund 130.000 Tickets verkauft.

## TV-Karriere
Ende Juni 2021 gab die RTL-Gruppe eine Zusammenarbeit mit Podolski bekannt. Er soll in diversen Unterhaltungsshows sowie im Sport-Bereich mitwirken. Zudem war vorgesehen, dass er ab der 15. Staffel der Jury von Das Supertalent angehören wird. Aufgrund eines positiv ausgefallenen Corona-Tests nach dem ersten Drehtag wurde er für die restlichen Aufzeichnungen durch die Ehrlich Brothers ersetzt. Am 20. November 2021 trat er in der Sendung Bin ich schlauer als Lukas Podolski? an, um sich in einem Logik- und Klugheitstest mit Deutschland und einigen Gast-Promis zu messen. Im September 2022 trat er bei Denn sie wissen nicht, was passiert auf.

## Sonstiges

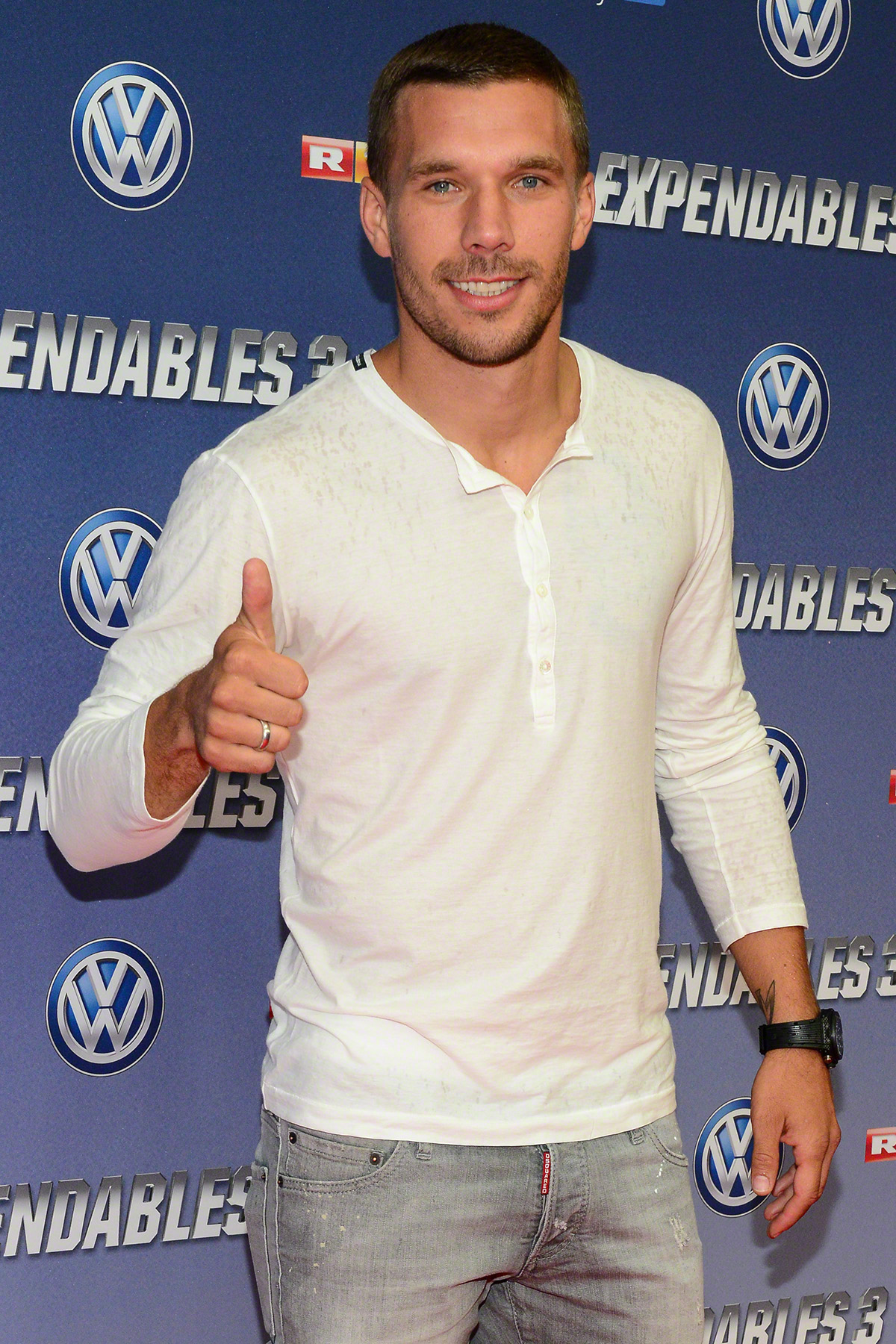
Lukas Podolski bei der deutschen Premiere des Films The Expendables 3 in Köln (2014)

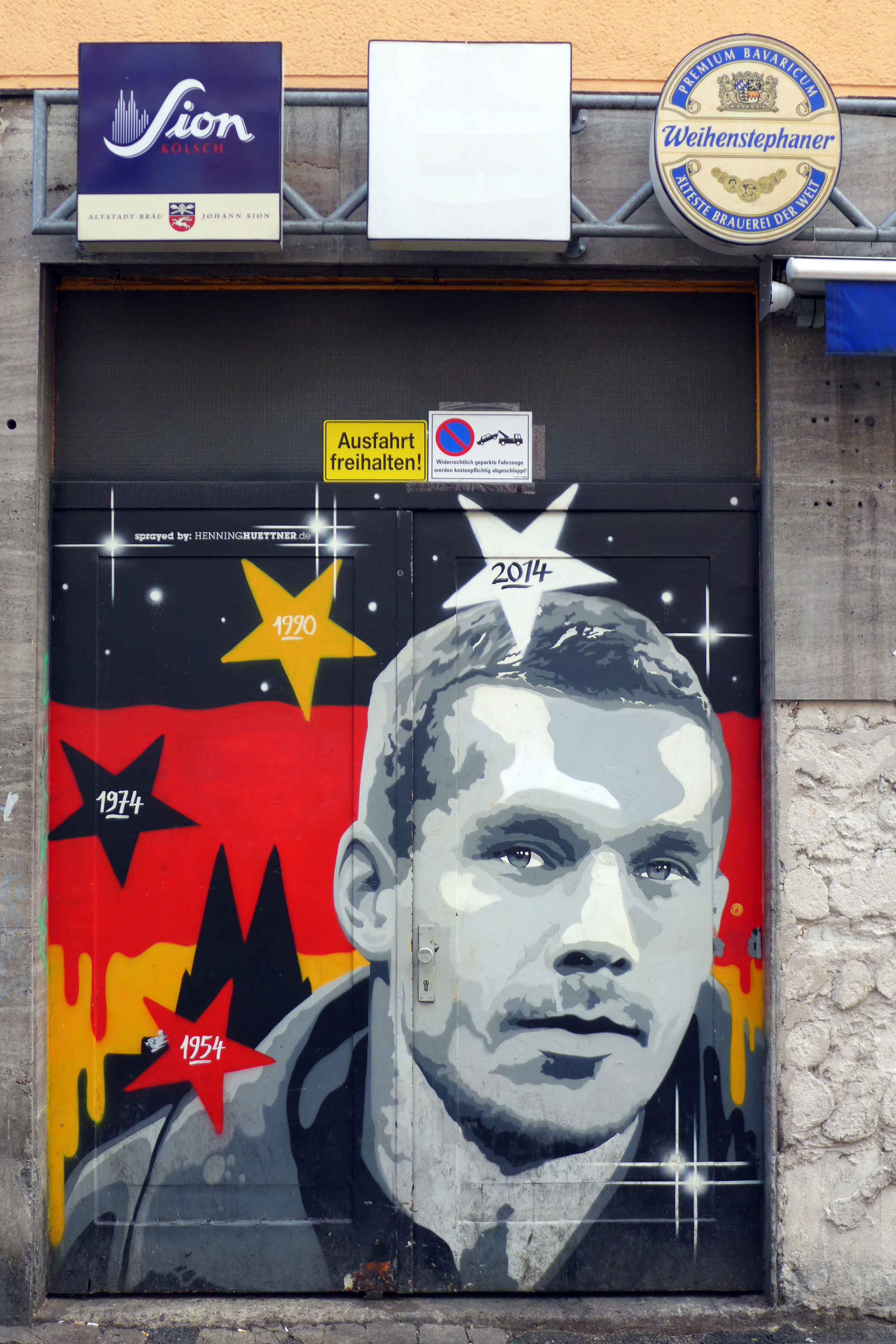
Lukas-Podolski-Mural in der Kölner Südstadt

- Lukas-Podolski-Mural in der Kölner SüdstadtPodolski ist in der Öffentlichkeit unter dem Spitznamen Poldi bekannt, in Anspielung auf die Kölner Karnevalstradition auch als Prinz Poldi.
- Vom 26. August bis zum 17. September 2006 engagierte er sich als Botschafter für die Fußball-Weltmeisterschaft 2006 der Menschen mit Behinderung in Deutschland.
- Sein Ausspruch „So ist Fußball, manchmal gewinnt der Bessere!“ wurde bei der Verleihung des Deutschen Fußball-Kulturpreises 2006 als „Fußballspruch des Jahres“ ausgezeichnet.
- Anlässlich der Fußball-Weltmeisterschaft 2006 entstand der Kurzfilm Poldis Engel, ein offizieller Kulturbeitrag der Stadt Köln für Public Viewings. Die drei weiblichen Hauptfiguren sind Podolski-Fans, mit dessen Spitznamen der Filmtitel spielt.
- Wegen einer Satire des Radiosenders 1 Live gab Podolski während der ersten zwei Wochen der WM 2006 für die Radiosender der ARD keine Interviews. Der Radiosender hatte in der Satire „Das WM-Tagebuch von Lukas Podolski“ den Nationalspieler parodiert. Die Serie des Satirikers Jan Böhmermann wurde trotz einer Unterlassungsklage entschärft als „Lukas’ Tagebuch“ fortgesetzt. Podolskis Rechtsvertreter zogen die Klage in der mündlichen Verhandlung vor dem Landgericht München I schließlich zurück.[68] Von Böhmermann stammt der Ausspruch „Fußball ist wie Schach – nur ohne Würfel!“, den mehrere Medien fälschlicherweise Podolski zugeschrieben haben.[69]
- Podolski machte auch Werbung u. a. für SolarWorld[70] und für die Stadt München als Bewerber für die Olympischen Winterspiele 2018.[71] Für den Getränkehersteller Pepsi wirkte er neben anderen Fußball-Weltstars wie Lionel Messi, Frank Lampard, Didier Drogba oder Fernando Torres in einem Werbespot zur Europameisterschaft 2012 mit.[72]
- Podolski schmückte bisher dreimal das Cover der Spieleserie FIFA als Werbefigur.
- Am 1. Juni 2012 veröffentlichte er mit der Kölner Rockband Brings eine EM-Version des Liedes Halleluja.
- Um die Fußballjugend der Stadt Bergheim zu fördern, spendete Podolski 160.000 Euro für die neue Kunstrasenanlage des Stadions Süd-West. Zudem stiftete er einen neuen Rollrasen für den Naturrasenplatz. Die Stadt benannte daraufhin das Bergheimer Stadion in Lukas-Podolski-Sportpark um.[73]
- Im Januar 2013 verhalf Podolski dem polnischen Erstligisten Górnik Zabrze zu einem Ausrüstervertrag mit Adidas, da er ein großer Fan der Mannschaft ist und mit dem Unternehmen einen Sponsorenvertrag hat.[74]
- Seit August 2013 wird Podolski von Nassim Touihiri von Fair Play Career Management beraten. Zuvor war er zwölf Jahre lang bei Kon Schramm von Player Management Come&Play.[75]
- Der Satiriker Klaus Hansen veröffentlichte die Poldi-Dialoge, geschickt auf Podolski zugeschnittene Zwiegespräche zu diversen Fußballfragen und -antworten.[76]
- Podolski ist zusammen mit Xavi Hernandez (auf einem Foto vom EM-Finale 2008) auf zwei motivgleichen Briefmarken abgebildet. Die Briefmarken wurden zur Weltmeisterschaft 2010 und zur Ehrung als Fußball-Weltmeister 2014 herausgegeben, wobei 2014 Podolskis Dress an das der vergangenen WM angeglichen wurde. Siehe Personen, die zu Lebzeiten auf einer Briefmarke der Bundesrepublik Deutschland abgebildet wurden.
- Podolski hat auch Freude am Basketball. Er unterstützt z. B. den Basketballverein RheinStars Köln und ist auch Gesellschafter des Vereins.[77]
- Am 8. August 2015 war er als Kandidat in der ProSieben-Show Schlag den Star zu sehen, in der er gegen Moderator Elton antrat und gewann. Die Sendung war einige Wochen vorher aufgezeichnet worden.
- Als Reaktion auf die von der PKK verübten Anschläge von Dağlıca und Iğdır 2015 posierte Podolski vor der türkischen Flagge und verbreitete auf Türkisch eine Solidaritätsbotschaft für die türkischen Streitkräfte.[78]
- Podolski war am 16. Dezember 2015 der letzte „Nippel“ in der Abschlusssendung von Stefan Raabs Late-Night-Show TV total. Der „Nippel“ zeigt den Ausschnitt eines Grußvideos, welches Podolski mit „Kölle Alaaf“ beendet.
- Im Dezember 2016 veröffentlichte Podolski zusammen mit dem Rapper Mo-Torres und der Band Cat Ballou das Lied „Liebe deine Stadt“, das Platz 26 der deutschen Musikcharts erreichte.[79]
- Podolski und Wesley Sneijder, seinerzeit ebenfalls bei Galatasaray Istanbul spielend, wirkten bei einem Fernseh-Werbespot für die Türkei als Wirtschaftsstandort mit.[80][81][82]
- Im August 2017 nutzte das Breitbart News Network eine 2014 angefertigte Fotografie Podolskis im Trikot der deutschen Fußballnationalmannschaft zur Bebilderung eines Artikels über Schleusungskriminalität in Spanien. Nachdem Podolskis Anwälte eine Abmahnung angekündigt hatten, erklärte die Redaktion, es lägen keine Beweise vor, dass Podolski „einer Schleuserbande angehört“.[83][84]
- Im Juni 2023 wurde die Werbepartnerschaft von Lukas Podolski mit dem Panzerspiel World of Tanks Blitz bekannt. So konnten für einen exklusiven Zeitraum virtuelle Belohnungen in Zusammenhang mit dem Fußballspieler freigeschaltet werden, darunter ein Avatar und ein von Podolski unterschriebenes Trikot.[85][86]

## Veröffentlichungen
- Lukas Podolski: Dranbleiben! Warum Talent nur der Anfang ist. Gabriel Verlag, Stuttgart 2014, ISBN 978-3-522-30381-1.
- Lukas Podolski & Metin Dag: Hungrig bleiben. Heel Verlag, Königswinter 2025, ISBN 978-3-7588-0009-2